# Bathyuriscus
Bathyuriscus is een geslacht van uitgestorven Midden-Cambrische trilobieten. Het was een nektobenthische, roofzuchtige carnivoor. Het geslacht Bathyuriscus is endemisch voor de ondiepe zeeën die Laurentia omringden. Bathyuriscus is een variant van Bathyurus, oorspronkelijk gebaseerd op de oude Griekse βαθύς (bathys) 'diep', oura, 'staart', dus een trilobiet met een diepe staart.

## Beschrijving
De belangrijkste kenmerken van deze 3,75 centimeter lange trilobiet zijn een grote naar voren reikende glabella, puntige pleurae of pleurae met zeer korte stekels en een middelgrote pygidium met goed onder de indruk zijnde groeven. Complete exemplaren hebben nooit de grootte van zeven centimeter bereikt, voorspeld door het grootste gevonden pygidium. Bathyuriscus wordt vaak gevonden met de vrije wangen, wat wijst op een verveld exoskelet. Een gemiddeld exemplaar zal bovendien een gegroefde glabella, halvemaanvormige ogen, halfcirkelvormig zijn in de algehele lichaamsvorm en zeven tot negen thoracale segmenten hebben.

## Vondsten
Soorten die tot Bathyuriscus behoren zijn gevonden in het Marjumian van de Verenigde Staten (New York) en in het Midden-Cambrium van Australië, Canada (Brits Columbia, vooral in de Burgess Shale en Newfoundland), Groenland, Mexico en de Verenigde Staten (Alaska, Idaho, Montana, Nevada, Pennsylvania, Utah en Vermont).